# Pasador cilíndrico

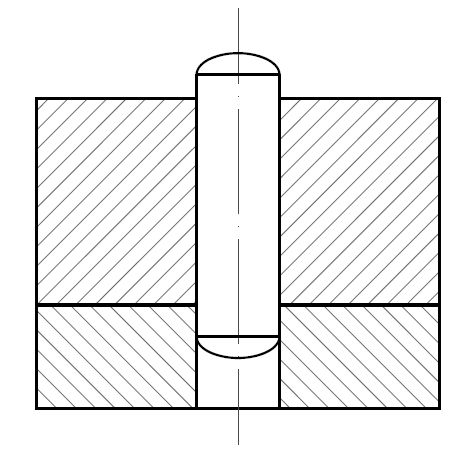
Unión mediante pasador cilíndrico

El pasador cilíndrico es un tipo de pasador de fijación mecánica desmontable. Este elemento de fijación presenta una forma maciza cilíndrica, con o sin cabeza, cuyos extremos pueden ser: planos, cónicos y abombados, para facilitar la inserción en un orificio común a varias piezas, permitiendo su unión en una posición fija, así como un posicionamiento preciso.
Su bajo coste y el ser un elemento de unión fácilmente desmontable, le confiere un gran uso en el campo industrial. Dimensiones y características generales están descritos en las normas ANSI Standard B18.8.2 y Militar Standard MS-16555 y MS-16556, así como demás normativas específicas de cada país.

## Materiales
Para la fabricación de estos elementos de fijación, se emplean distintos tipos de materiales en función de la aplicación a la que vayan dirigidos. Los materiales más comunes son:
- Acero de bajo o medio contenido en carbono.
- Acero de alto contenido en carbono tratado térmicamente.
- Acero inoxidable austenítico y martensítico.
- Latón.

## Variantes geométricas
Las variantes que presentan este tipo de pasadores, vienen en función de sus extremos, siendo los principales:
- Pasador cilíndrico de extremos planos.
- Pasador cilíndrico de extremos cónicos.
- Pasador cilíndrico de extremos abombados.

Los distintos tipos de pasadores se eligen a partir del diámetro, entre 0,8 a 25 mm, y la longitud del vástago, entre 8 a 60 mm.

## Designación
Para la designación de este tipo de elemento de unión, se realiza nombrando el tipo, la norma a la que hace referencia, el diámetro nominal, la clase de tolerancia, la longitud nominal y material.
Ejemplo: Pasador cilíndrico de acero no templado de diámetro nominal d=6 mm, de clase de tolerancia m6 y de longitud nominal l=30 mm, se designa: Pasador cilíndrico ISO 2338 – 6 m6 x 30 - St

## Ensayo de cizallamiento
Este tipo de elementos se diseñan para soportar esfuerzos de cizallamiento, principalmente. Por ello, según la norma ISO 8749:1986, se establece el método de ensayo de cizallamiento de los pasadores metálicos, con diámetros comprendidos entre 0,8 y 25 mm. 

## Características
Para la definición de las características de este tipo de elementos de unión, se presenta una valoración de los aspectos más importantes, en comparación con otros elementos de fijación:
- Aptitud para el ensamblaje. Facilidad del proceso de unión. Alta
- Desmontabilidad. Posibilidad y frecuencia de desmontaje. Alta
- Nivel de seguridad. Alta
- Esfuerzos a soportar: Esfuerzos de cizalladura, hasta aproximadamente 250000 kgf, para un diámetro de 220 mm.
- Ambiente de trabajo: temperatura, presión, corrosión, etc. Bueno, si se ha realizado un correcta elección del material para la aplicación en cuestión.
- Diversidad de materiales a unir. Alta
- Apariencia. Buena
- Coste. Muy Bajo

## Aplicaciones
Tal como se ha comentado anteriormente, este tipo de fijaciones  se emplean en gran medida dentro del ámbito del diseño de máquinas industriales, tal como el empleo en abrazaderas, matricería, etc…
Otro uso también importante es en productos comerciales, tales como tijeras, bisagras, etc …

## Normativa y estándares existentes
Dimensiones y características generales están presente en la ANSI Standard B18.8.2 y Military Standards MS-16555 and MS-16556, así como demás normativa específica de cada país.
Las normas EN_ISO relacionadas con este tipo de pasadores son:
- UNE-EN ISO 25219/1974 : Lista selectiva de pasadores cilíndricos
- UNE-EN ISO 2338/1998 : Pasadores cilíndricos de acero no templado y acero inoxidable austenítico.
- UNE-EN ISO 27116/1974 : Pasadores sin cabeza para acoplamientos de horquilla
- UNE-EN ISO 14420-3/2005 : Accesorios para mangueras con elementos de sujeción. Abrazaderas sujetas con tornillos o pasadores
- UNE-EN ISO 28749/1993: Pasadores y pasadores acanalados ensayo de cizallamiento
- UNE-EN ISO 8733/1998: Pasadores cilíndricos con orificio interior roscado, de acero no templado y acero inoxidable austenítico.
- UNE-EN ISO 8734/1998: Pasadores cilíndricos, de acero templado y acero inoxidable martensítico.
- UNE-EN ISO 8735/1998: Pasadores cilíndricos con orificio interior roscado, de acero templado y acero inoxidable martensítico.